# Conférence des évêques catholiques d'Inde
Ne doit pas être confondu avec Conférence des évêques catholiques indiens.
La Conférence des évêques catholiques d’Inde (en anglais : Catholic Bishops Conference of India, abrégé CBCI) une conférence épiscopale de l’Église catholique qui réunit les ordinaires d’Inde — tous rites confondus. Fondée en 1944, la conférence s’est restructurée en 1987 en trois branches suivant les trois rites liturgiques : il y a ainsi la « Conférence des évêques catholiques indiens » (CCBI) pour les évêques de rite latin, le Synode de l’Église syro-malabare, et la Conférence des évêques syro-malankars.
La conférence participe à la Fédération des conférences épiscopales asiatiques (en).

## Histoire

### Érection des hiérarchies
Par la bulle ‘Humanae salutis’ (1er octobre 1886) le pape Léon XIII érigea la hiérarchie catholique en Inde, alors sous domination britannique. Six circonscriptions sont créées comme archidiocèses (Agra, Bombay, Calcutta, Madras, Pondichéry et Verapoly (en)) et dix vicariats apostoliques sont érigés en diocèses : Allahabad (en), Cochin (Kochi), Coimbatore, Hyderabad, Krishnagar (en), Mysore, Pune, Quilon (Kolam), Trichinopoly (Tiruchirapalli), et Vishakapatnam. Deux circonscriptions supplémentaires sont gouvernées sous le régime du Padroado : l’archidiocèse de Goa et le diocèse de Mylapore.
L’année suivante, en 1887, Léon XIII crée deux vicariats pour les fidèles de rite syro-malabar : Kottayam et Trichur. En 1896 les vicariats sont réorganisés en trois unités, ayant, pour la première fois des prélats de leur propre rite : Chaganachery, Ernakulam et Trichur (tous au Kerala). En 1911 Kotayam est rétabli. En 1923, le pape Pie XI établit la hiérarchie catholique syro-malabare avec Ernakulam comme siège métropolitain et les autres comme suffragants.
Le 11 juin 1932, répondant au mouvement de réunion avec l’Église catholique conduit par Mar Ivanios, le pape Pie XI érigé la hiérarchie de l’Église catholique syro-malankare, avec Trivandrum comme archidiocèse et Tiruvalla comme diocèse suffragant.

### Conférence nationale
L’indépendance du pays est déjà à l’horizon lorsque les trois Églises particulières — latine, syro-malabare et syro-malankare — décident de se grouper en une conférence nationale. La ‘Conférence des évêques catholiques d’Inde’ est formée en 1944, et en 1948 (après l’indépendance) le ‘Délégué apostolique‘ du Saint-Siège devient ‘Internonce’ auprès du gouvernement indien.
En 1950 le gouvernement du Portugal renonce à son droit de regard sur la nomination des évêques de Mangalore, Quilon, Trichinopoly, Cochin, Mylapore et Bombay (qui lui avait été concédé par le concordat de 1886).

### Le Concile plénier indien (1950)
Peu après l’indépendance du pays la conférence organisa un ‘Concile plénier indien’ (Madras, janvier 1950) qui rassembla tous les évêques avec les supérieurs religieux majeurs et d’autres dignitaires. C’était la première fois, du côté latin, que les évêques de l’ancien Padroado se retrouvaient en synode avec ceux de la Propaganda Fide. Première fois également que les trois ‘Églises particulières’ (latine, syro-malabare et syro-malankare) se rencontraient.  L’assemblée fut présidée par le légat du pape Pie XII, le cardinal Gilroy.
Parmi les 118 participants se trouvait également l’internonce apostolique (en) Léo Kierkels. Des 41 évêques et archevêques, 21 étaient indiens.
Le concile fut le plus ‘catholique’ qu’il y ait jamais eu en Inde. Il traita de questions de doctrine et de discipline ecclésiastique (vie chrétienne, apostolat du laïcat, liturgie et sacrements, éducation chrétienne et formation de prêtres, etc. Ses décrets, approuvés par le pape Pie XII, contiennent une part doctrinale très neuve : pour la première fois un document officiel de l’Église des temps modernes offre une vue positive des religions non-chrétiennes y reconnaissant de réelles valeurs spirituelles : « Nous reconnaissons qu’il y a vérité et bonté hors de la religion chrétienne. Car Dieu n’a pas laissé les nations sans témoins de sa présence et l’âme est de par sa nature attirée pas le seul et unique Dieu. »
Le siège de la conférence nationale des évêques est transféré de Bangalore à Delhi en 1962.

### Le Séminaire pan-indien (1969)
Les trente mois qui suivent la clôture du concile Vatican II, sont nécessaires pour préparer le séminaire rassemblant toutes les forces vives de l’Église catholique en Inde, avec une large participation des religieux, du laïcat et de la jeunesse. Le ‘All India Seminar: the Church in India today’ qui se tient à Bangalore du 15 au 25 mai 1969, est organisé par la CBCI pour mettre en route les orientations données par le concile Vatican II et préparer les décisions qui s’imposent au niveau national. Plusieurs institutions ecclésiastiques nationales sont fondées à cette occasion. Certaines auront une grande influence sur le développement de l’Église dans les années qui suivent, tel le ‘National Catechetical and Liturgical Center’ de Bangalore.

### Trois conférences
Par une lettre (28 mai 1987) le pape Jean-Paul II autorise les trois Églises particulières à s’organiser en conférence propre, suivant leur propre législation ecclésiastique, tout en conservant une unité nationale. Ce que fait l’Église latine (22 avril 1988) ainsi que les deux autres.
L’Église catholique latine compte (en 2006) 12 millions de catholiques en 122 circonscriptions ecclésiastiques (diocèses) groupées en 23 provinces métropolitaines. L’Église catholique syro-malankare compte 9 circonscriptions ecclésiastiques : deux archidiocèses métropolitain, quatre diocèses et trois éparchies (pour les fidèles résidant hors du Kerala).

## Institutions
La conférence est à l’origine d’importantes institutions ou organisations au service de l’Église catholique en Inde. Entre autres :
- le National Biblical, Catechetical and Liturgical Centre (NBCLC), fondé en 1966 et installé à Bangalore, pour promouvoir le renouveau de la vie chrétienne en Inde, à la lumière de l’enseignement du concile Vatican II ;
- le Xavier Board of Higher Education, fondé en 1951 pour coordonner l’enseignement catholique en Inde (avec le père Jérôme D’Souza comme premier président) ;
- Caritas India, fondé en 1962, avec siège à New-Delhi ;
- l’hôpital et collège médical Saint-Jean de Bangalore, fondé en 1963 comme mémorial du Congrès eucharistique de Bombay ;
- le National Vocation Service Centre (NVSC), fondé en 1969 et installé à Pune, pour promouvoir les vocations sacerdotales et religieuses locales en Inde, et assurer une formation de qualité à ceux qui en sont chargés.

## Présidents de la Conférence
- 1958-1972 : Valerian Gracias
- 1972-1976 : Mar Joseph Parecattil
- 1976-1982 : Lawrence Picachy, SJ
- 1982-1988 : Simon Pimenta
- 1988-1989 : Aboon Mor Benedict Gregorios, OIC
- 1989-1994 : Alphonsus Mathias
- 1994-1998 : Joseph Powathil (en)
- 1998-2000 : Alan Basil de Lastic
- 2000-2004 : Moran Mor Cyril Baselios, OIC
- 2004-2008 : Telesphore Toppo
- 2008-2010 : Mar Varkey Vithayathil, CssR
- 2010-2014 : Oswald Gracias
- 2014-2018 : Moran Mor Baselios Cleemis
- 2018-   : Oswald Gracias